# Elskling
Elskling (Engels: Loveable) is een Noorse dramafilm uit 2024, geschreven en geregisseerd door Lilja Ingolfsdottir in haar regiedebuut. De hoofdrollen worden vertolkt door Helga Guren en Oddgeir Thune.

## Verhaal
De veertigjarige Maria heeft een veeleisende baan en draagt bovendien de zorg voor vier kinderen. Haar tweede echtgenoot Sigmund is heel veel op reis voor het werk waardoor ze er meestal alleen voor staat. Op een avond komt het tot een felle ruzie en Sigmund spreekt zijn wens tot een scheiding uit.

## Rolverdeling
| Acteur                   | Personage                |
| ------------------------ | ------------------------ |
| Helga Guren              | Maria                    |
| Oddgeir Thune            | Sigmund                  |
| Elisabeth Sand           | Marias moeder            |
| Kyrre Haugen Sydness     | Marias eerste echtgenoot |
| Heidi Gjermundsen        | therapeut                |
| Marte Magnusdotter Solem | Marias vriendin          |

## Release en ontvangst
Elskling ging op 2 juli 2024 in première op het Internationaal filmfestival van Karlsbad in de competitie voor de Kristallen Bol en won vijf prijzen waaronder de prijs voor beste actrice (Helga Guren) en de speciale prijs van de jury.

## Prijzen en nominaties
De belangrijkste:
| Jaar | Prijs                                    | Categorie                            | Genomineerde(n)     | Uitslag     |
| ---- | ---------------------------------------- | ------------------------------------ | ------------------- | ----------- |
| 2024 | Internationaal filmfestival van Karlsbad | Kristallen Bol                       | Lilja Ingolfsdottir | Genomineerd |
| 2024 | Internationaal filmfestival van Karlsbad | Beste actrice                        | Helga Guren         | Gewonnen    |
| 2024 | Internationaal filmfestival van Karlsbad | Speciale prijs van de jury           | Lilja Ingolfsdottir | Gewonnen    |
| 2024 | Internationaal filmfestival van Karlsbad | Grote Prijs van de oecumenische jury | Lilja Ingolfsdottir | Gewonnen    |
| 2024 | Internationaal filmfestival van Karlsbad | Europa Cinemas Label                 | Lilja Ingolfsdottir | Gewonnen    |
| 2024 | Internationaal filmfestival van Karlsbad | FIPRESCI-prijs voor beste film       | Lilja Ingolfsdottir | Gewonnen    |